# Vrije Universiteit Brussel
Đại học Tự do Brussel (tiếng Hà Lan: Vrije Universiteit Brussel) là một trường đại học nói tiếng Hà Lan đặt tại Brussels, Bỉ. Nó có hai cơ sở được gọi là Etterbeek và Jette.
Tên của trường đại học đôi khi được viết tắt bởi "VUB" hoặc dịch "Đại học Tự do Brussels". Tuy nhiên, chính sách chính thức của trường đại học là không sử dụng các chữ viết tắt hoặc bản dịch của tên của nó, vì có thể gây nhầm lẫn với một trường đại học khác có tên mang nghĩa tương tự Université libre de Bruxelles (ULB).
Thực chất, VUB và ULB có chung một nguồn gốc: đó là trường có tên gọi mang cùng ý nghĩa: Đại học Tự do Brussel được thành lập vào năm 1834 bởi luật sư Flanders Pierre-Théodore Verhaegen. Ý muốn của Verhaegen kà thiết lập một độc lập trường đại học hoạt động độc lập với nhà nước và nhà thờ, nơi mà tự do học thuật sẽ được phổ biến. Điều này vẫn còn phản ánh trong khẩu hiệu Scientia vincere tenebras (Khoa học chinh phục bóng tối) hay Redelijk eigenzinnig  (Bướng bỉnh một cách hợp lý). Theo đó, trường đại học là đa nguyên, nó mở rộng cửa cho tất cả các sinh viên trên cơ sở bình đẳng không phân biệt tư tưởng chính trị, văn hoá, xã hội và được quản lý bằng cách sử dụng cấu trúc dân chủ, có nghĩa là tất cả các thành viên từ sinh viên cho giảng viên tham gia trong quá trình ra quyết định.
Trường đại học được tổ chức vào 8 khoa mà thực hiện ba nhiệm vụ trung tâm của trường đại học: giáo dục, nghiên cứu, và dịch vụ cho cộng đồng. Các khoa bao gồm một loạt các lĩnh vực của kiến thức bao gồm cả khoa học tự nhiên, kinh điển, khoa học đời sống, khoa học xã hội, nhân văn, và kỹ thuật. Trường đại học này cung cấp chương trình đào tạo cử nhân, thạc sĩ, và đào tạo tiến sĩ với khoảng 8.000 sinh viên và 1.000 sinh viên sau đại học. Nó cũng là một viện nghiên cứu mạnh mẽ theo định hướng, và là trường nằm trong số 214 đại học đầu bảng trên toàn thế giới. Số bài nghiên cứu của trường được trích dẫn nhiều hơn so với các bài viết của bất kỳ trường đại học Flanders khác.